# 許渾
許 渾（きょ こん、生没年不詳）は、中国・唐の詩人。字は用晦。潤州丹陽県の出身。本貫は定州高陽県。宰相の許圉師の六世の孫にあたる。

## 略歴
文宗の大和6年（832年）、進士に及第、当塗県・太平県の県令、監察御史などを歴任したが、病弱のため免職された。その間、郷里に在任したことがあり、そこの丁卯澗（ていぼうかん）に土地を買っておき、晩年は引退して引きこもった。
今日、『丁卯集』2巻が残っている。

## 詩人としての彼
許渾の作品に、『秋思』（七言絶句）がある。
| 秋思           |                                                                  |
| 琪樹西風枕簟秋 | 琪樹（きじゅ）の西風 枕簟（ちんてん）秋なり                      |
| 楚雲湘水憶同遊 | 楚雲（そうん） 湘水（しょうすい） 同遊（どうゆう）を憶（おも）う |
| 高歌一曲掩明鏡 | 高歌（こうか）一曲 明鏡を掩（おお）う                            |
| 昨日少年今白頭 | 昨日の少年 今は白頭                                              |

## 故事成語
「山雨来たらんと欲して風楼に満つ」
許渾の「咸陽城東楼詩」の「渓雲初起日沈閣、山雨欲来風満楼」から。山雨が降り出そうとする前にまず風が高楼に吹きつけてくる。転じて、今にも大事件が起こりそうな、穏やかでない雰囲気が立ちこめている状態のたとえ。
当時は唐王朝の衰退期にあたり、将来を心配する気持ちの現れと見られている。